# John Jackson Miller
Pour les articles homonymes, voir John Miller et Miller.
Œuvres principales
- Chevalier errant
- Kenobi
- Une nouvelle aube

John Jackson Miller, né le 12 janvier 1968 à Memphis dans le Tennessee, est un écrivain américain de science-fiction.

## Œuvres

### UniversStar Wars
- Chevalier errant, Pocket, coll. « Star Wars » no 169, 2020 ((en) Knight Errant, 2011)  (ISBN 978-2-266-30734-5)
- (en) Lost Tribe of the Sith: The Collected Stories, 2012
- Kenobi, Pocket, coll. « Star Wars » no 131, 2015 ((en) Kenobi, 2013)  (ISBN 978-2-266-25599-8)
- Une nouvelle aube, Pocket, coll. « Star Wars » no 139, 2017 ((en) A New Dawn, 2014)  (ISBN 978-2-266-27346-6)
- La Force vivante, Pocket, coll. « Star Wars » no 209, 2025 ((en) The Living Force, 2024), 600 p.  (ISBN 978-2-266-34961-1)

### UniversStar Trek

#### Star Trek: La Nouvelle Génération

##### SériePrey
1. (en) Hell's Heart, 2016
2. (en) The Jackal's Trick, 2016
3. (en) The Hall of Heroes, 2016

##### Roman indépendant
- (en) Takedown, 2015

#### Star Trek: Picard
1. (en) Rogue Elements, 2021

#### Star Trek: Discovery
1. (en) The Enterprise War, 2019
2. (en) Die Standing, 2020

### Romans indépendants
- (en) Overdraft: The Orion Offensive, 2013